# Odontophorus capueira
Odontophorus capueira là một loài chim trong họ Odontophoridae.